# 臼杵津久見警察署
臼杵津久見警察署（うすきつくみけいさつしょ）は、大分県警察が管轄する警察署の一つである。

## 概要
臼杵警察署と津久見警察署を統合して2012年4月1日に設置された。以前、旧臼杵警察署は、大分県臼杵市全域を管轄し、旧津久見警察署は津久見市全域を管轄していた。臼杵津久見警察署の管轄地域は、両警察署を合わせた臼杵市及び津久見市全域となる。
臼杵津久見警察署の庁舎は、旧臼杵警察署の庁舎を利用して、臼杵市大字臼杵に置かれる。また、津久見幹部交番が津久見市中央町の新庁舎に設けられる。

## 沿革
- 2012年（平成24年）4月1日 - 臼杵警察署と津久見警察署を統合して、臼杵津久見警察署を設置。

臼杵警察署及び津久見警察署の沿革については、各警察署の記事参照。

## 交番・駐在所

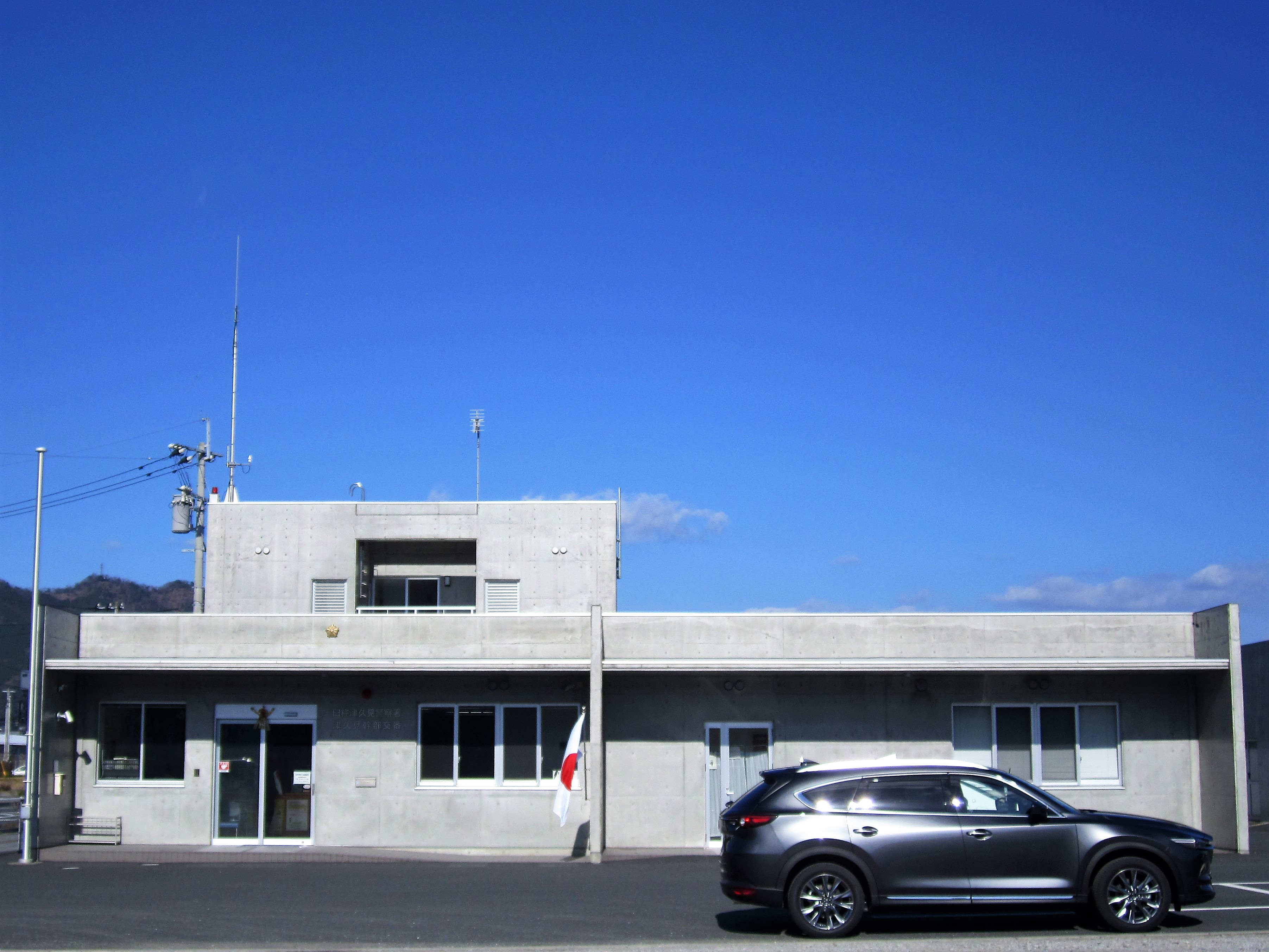
津久見幹部交番

- 津久見幹部交番 - 津久見市中央町760-156
- 大泊警察官駐在所 - 臼杵市大字大泊1120-5
- 佐志生警察官駐在所 - 臼杵市大字佐志生2040-6
- 熊崎警察官駐在所 - 臼杵市大字井村1701
- 南津留警察官駐在所 - 臼杵市大字掻懐12-1
- 野津市警察官駐在所 - 臼杵市野津町大字野津市405-2
- 日当警察官駐在所 - 臼杵市野津町大字宮原4217-2
- 清水原警察官駐在所 - 臼杵市野津町大字清水原1283-2
- 上青江警察官駐在所 - 津久見市大字上青江5003
- 徳浦警察官駐在所 - 津久見市大字徳浦宮町7-27
- 保戸島警察官駐在所 - 津久見市大字保戸島21-14
- 四浦警察官駐在所 - 津久見市大字四浦4085-2
- 日代警察官駐在所 - 津久見市大字網代95-19

## アクセス
- JR日豊本線臼杵駅から約0.5km